# Tuti (peça)
Tuti é uma peça teatral brasileira escrita pelo teatrólogo Ubirajara Fidalgo e encenada pela primeira vez no teatro do Centro de Artes Calouste Gulbenkian no Rio de Janeiro. Originalmente escrita para a atriz Léa Garcia, Tuti aborda questões como o racismo, machismo e hipocrisia.

## Sinopse
A história é uma tragicomédia sobre um triângulo amoroso envolvendo a prostituta negra Tuti, seu cliente Demóstenes e sua noiva gaúcha Desdemona. Quando Demóstenes, um professor negro de história, se apaixona pela prostituta Tuti sua vida toma um inesperado rumo sem volta.